# Твардогура (гміна)
Гміна Твардогура (пол. Gmina Twardogóra) — місько-сільська гміна у південно-західній Польщі. Належить до Олесницького повіту Нижньосілезького воєводства.
Станом на 31 грудня 2011 у гміні проживало 13032 особи.

## Територія
Згідно з даними за 2007 рік площа гміни становила 167.99 км², у тому числі:
- орні землі: 46.00%
- ліси: 44.00%

Таким чином, площа гміни становить 16.00% площі повіту.

## Населення
Станом на 31 грудня 2011:
| Опис     | Загалом | Загалом | Чоловіки | Чоловіки | Жінки | Жінки |
| -------- | ------- | ------- | -------- | -------- | ----- | ----- |
| одиниця  | осіб    | %       | осіб     | %        | осіб  | %     |
| все      | 13032   | 100     | 6470     | 49.65    | 6562  | 50.35 |
| міське   | 6834    | 100     | 3341     | 48.89    | 3493  | 51.11 |
| сільське | 6198    | 100     | 3129     | 50.48    | 3069  | 49.52 |

## Сусідні гміни
Гміна Твардогура межує з такими гмінами: Доброшице, Крошніце, М'єндзибуж, Олесниця, Сицув, Сосне.